# Momia de Grottarossa

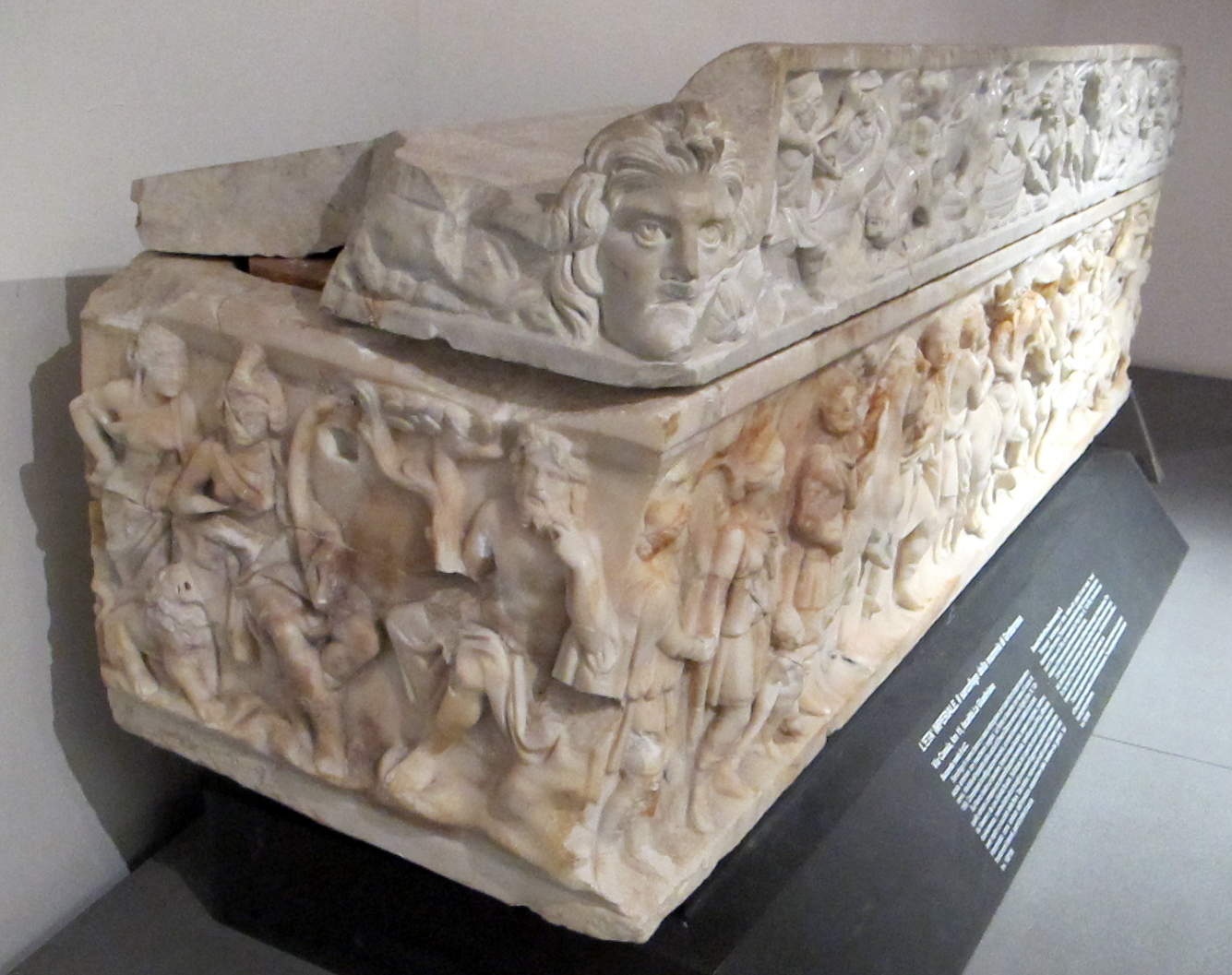
Sarcófago de la momia de Grottarossa.

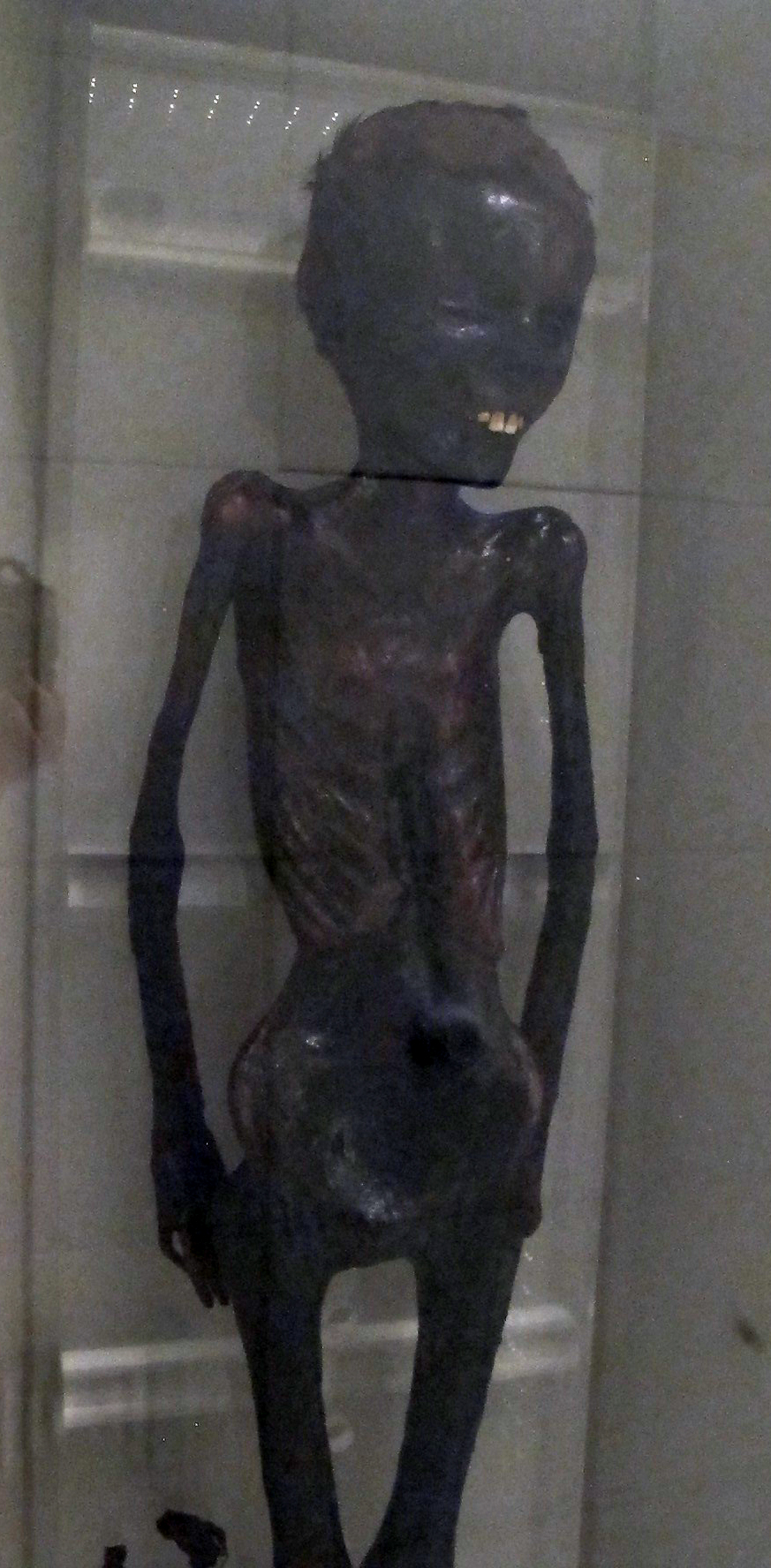
Momia de Grottarossa.

La Momia de Grottarossa es la momia de una niña romana de ocho años, fechada a mediados del siglo II. 
Se conserva en una habitación del sótano del Museo Nacional Romano de Roma, en un recinto con temperatura y humedad controladas, iluminado con luz tenue y filtrada para asegurar su conservación.

## Descubrimiento
La momia es conocida como la “Momia de Grottarossa” porque fue encontrada el 5 de febrero de 1964 en Grottarossa, que pertenece al Ager Romanus (norte de Roma), en el kilómetro trece de la Vía Cassia, en la posterior “Via dei Martiri de La Storta”. El sarcófago de tamaño infantil que contenía la momia inicialmente no fue descubierto durante los trabajos de excavación en una obra y fue arrojado, junto con el material extraído, desde una excavadora a un camión volquete y llevado a una escombrera cercana. Incluso durante la descarga, el sarcófago de mármol blanco dañado no se notó. Dado que ese día era el último viaje al vertedero, no se arrojó ningún material adicional. Cuando el conductor fue a su camión estacionado en el vertedero para comenzar a trabajar a la mañana siguiente, finalmente notó el sarcófago ricamente tallado y el cuerpo en su interior y llamó a las autoridades.

## Significado
La momia de Grottarossa es la segunda momia de la época romana encontrada en Roma. La primera momia de una niña de entre doce y trece años fue descubierta en una cueva de la Via Appia en 1485 e inicialmente fue expuesta en el Palacio de los Conservadores. A petición del papa Inocencio VIII, que temía que la momia fuera venerada como una reliquia, finalmente fue enterrada en un lugar secreto fuera de las puertas de Porta Pinciana. Dado que los romanos no desarrollaron una tradición de momificación, la momia de Grottarossa fue única durante mucho tiempo. No fue hasta mayo de 2000 que se descubrieron otros dos cuerpos momificados del siglo I al sur de Roma, cerca de Grottaferrata, el Tusculum romano, en una tumba hasta entonces desconocida. 

## Descripción

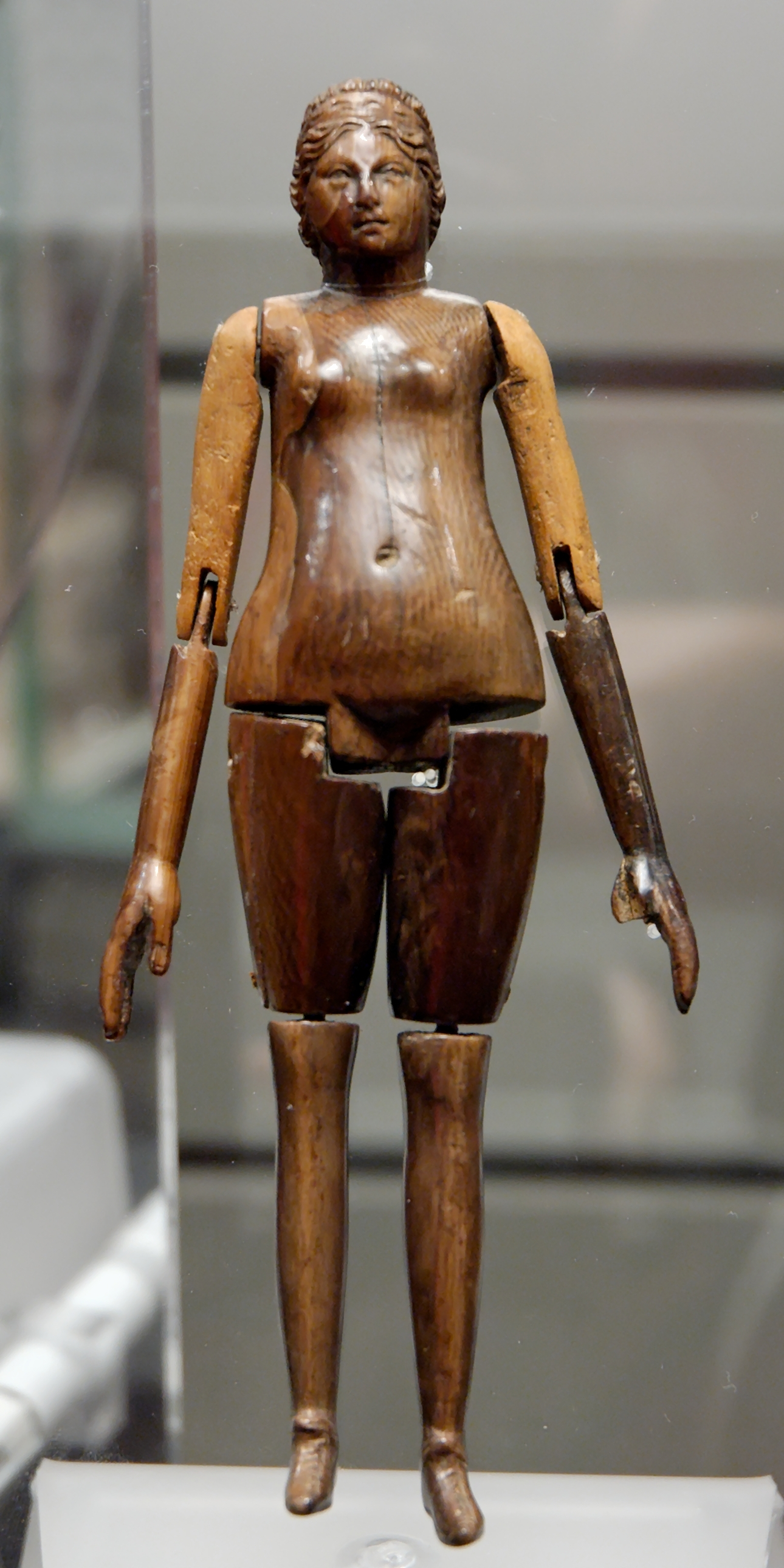
Pequeña muñeca de marfil, 16,5 cm de altura, con articulaciones, encontrada en el sarcófago junto al cuerpo.

La niña probablemente procedía originalmente del norte o centro de Italia. El cuerpo fue momificado sin extraer el cerebro y las vísceras (que aún podían apreciarse mediante tomografía computarizada) y utilizando vendajes de lino empapados en sustancias aromáticas y resinosas (una práctica originaria y establecida en Egipto, pero rara vez utilizada en Roma).
De los análisis realizados se desprende que la niña había tenido varias infecciones y padecía deficiencias nutricionales, pero fue una fibrosis pulmonar bilateral debida a tuberculosis la que provocó su muerte. A pesar de la desnutrición, la niña no pertenecía a una familia pobre, sino que formaba parte de una familia romana que presumiblemente se convirtió al culto de la diosa egipcia Isis. El culto a Isis se extendió por todo el Imperio Romano en los siglos I y II. La familia probablemente era rica y tenía alto poder adquisitivo. El cuerpo de la niña estaba envuelto en una fina túnica de seda china y adornado con un collar de oro y zafiros, así como dos aretes de hilo de oro y un anillo con bisel de oro grabado con una representación de la diosa Victoria. Una parte del anillo envuelta en alambre sirvió para reducir su diámetro a tamaño infantil. Además de la momia, también se encontró en el sarcófago una muñeca de marfil con brazos y piernas articulados. Se han encontrado muñecas de marfil articuladas en otros ajuares funerarios pertenecientes a mujeres jóvenes. Entre ellas destaca la muñeca de Creperia Trifena, que fue encontrada durante las excavaciones del Palacio de Justicia de Roma y conservada en el Antiquarium. El ajuar funerario se completaba con unos ungüentarios de ámbar rojo, pequeños amuletos y un diminuto busto femenino, también de ámbar.
El sarcófago de mármol blanco con máscaras talladas en los ángulos de la tapa estaba decorado con detalladas escenas en relieve de caza de ciervos inspiradas en el episodio de Eneas y Dido descrito en el libro cuarto de la Eneida.